# Brookesia ebenaui
Brookesia ebenaui е вид влечуго от семейство Хамелеонови (Chamaeleonidae). Видът е уязвим и сериозно застрашен от изчезване.

## Разпространение
Разпространен е в Мадагаскар.

## Описание
Популацията на вида е намаляваща.